# Andrena lonicerae
Andrena lonicerae is een vliesvleugelig insect uit de familie Andrenidae. De wetenschappelijke naam van de soort is voor het eerst geldig gepubliceerd in 1988 door Tadauchi & Hirashima.